# 金兰教会

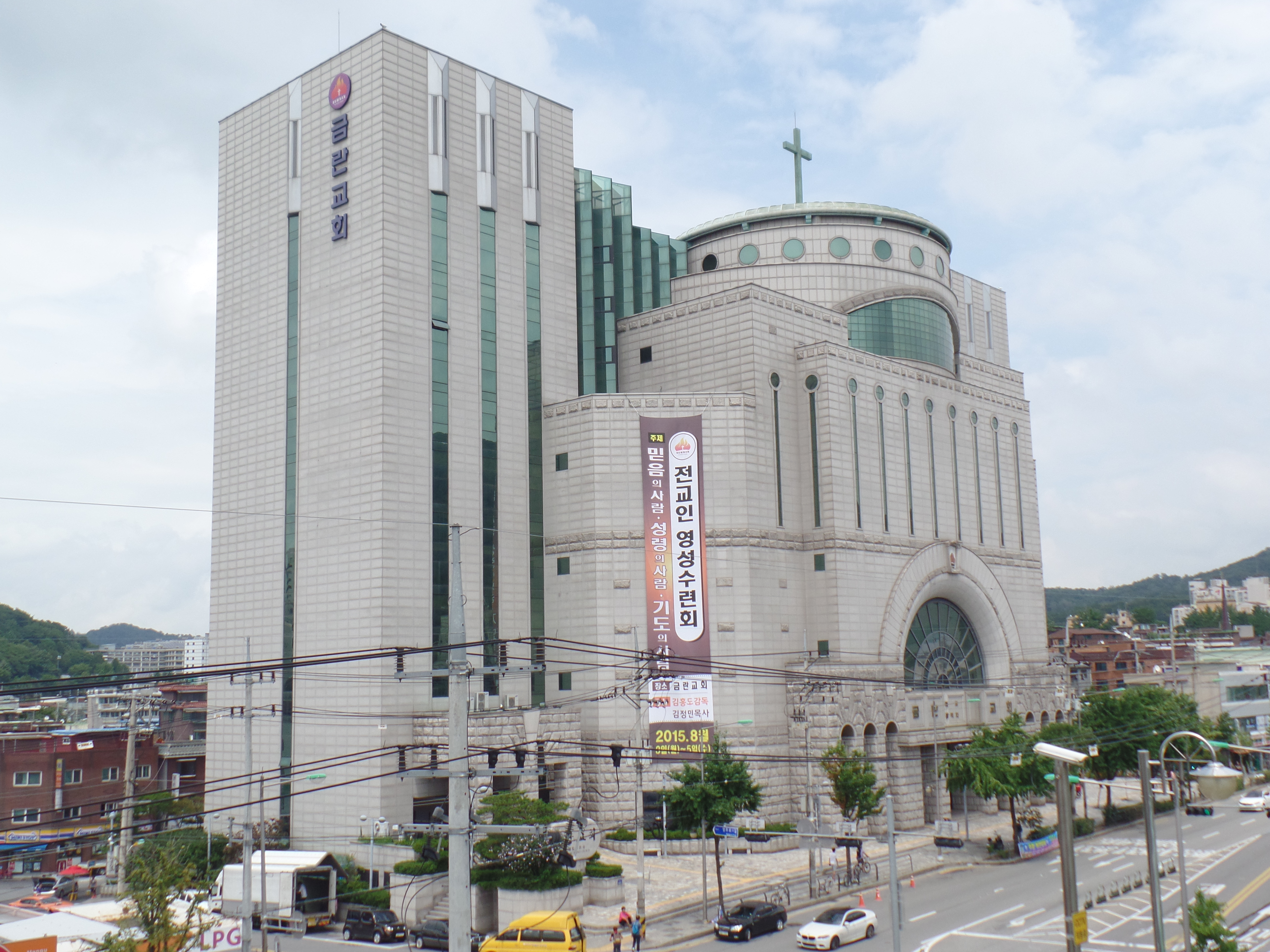

金兰教会是一座韩国监理会教堂，位于韩国首尔中浪区忘忧洞。第19届世界循道宗大会在此举行。

## 政教关系

### 2011年8月24日首尔公投
金兰教会的牧师金弘道声称“如果免费午餐法案在公投获得通过，同性恋将在教友中盛行”的这违反了选举法。他在全民投票后的讲道是“爱国的反共产主义是为国家求生存的方式。”

### 10月竞选
选举开始之前，金弘道称朴元淳为“撒旦”；潜在的违反投票法。